# هارالد كريستيان نيلسن
هارالد كريستيان نيلسن (بالدنماركية: Harald Nielsen)‏ هو مصمم وصائغ فضة دنماركي، ولد في 20 يوليو 1892، وتوفي في 22 ديسمبر 1977 في هليرب ‏ في الدنمارك.